# Halbleiterdetektor

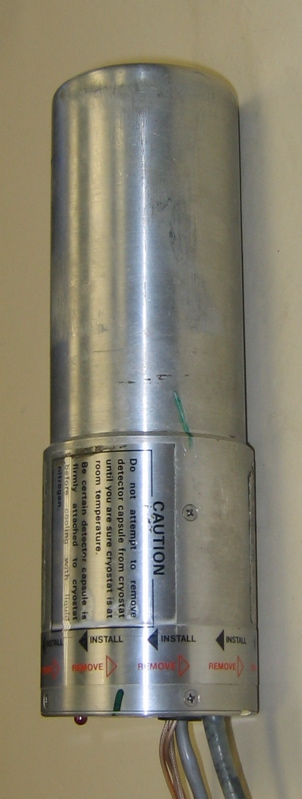
Halbleiterdetektor für Gammastrahlung. Der hochreine Germanium-Einkristall innerhalb des Gehäuses hat rund 6 cm Durchmesser und 8 cm Länge

Ein Halbleiterdetektor ist ein Strahlungs- oder Teilchendetektor, bei dem spezielle elektrische Eigenschaften von Halbleitern ausgenutzt werden, um ionisierende Strahlung nachzuweisen. Die Strahlung erzeugt im Halbleiter freie Ladungsträger, die zu Elektroden aus Metall wandern. Dieses Stromsignal wird verstärkt und ausgewertet. Halbleiterdetektoren werden beispielsweise in der Spektroskopie, Kernphysik und Teilchenphysik eingesetzt.

## Funktionsprinzip
Vereinfacht gesagt ist der Detektor eine Diode, an die eine Gleichspannung in Sperrrichtung angelegt ist, so dass normalerweise kein Strom fließt. Erzeugt nun die einfallende Strahlung im Material Elektron-Loch-Paare, also freie Ladungsträger, wandern diese im elektrischen Feld zu den Elektroden und sind als Stromimpuls messbar.
Wie viele Elektron-Loch-Paare ein Teilchen oder Quant der einfallenden Strahlung freisetzt, hängt neben seiner Energie maßgeblich von der Bandlückenenergie des verwendeten Materials ab. Je nach Art der ionisierenden Strahlung entstehen die im Detektor erzeugten Ladungswolken auf unterschiedliche Weise und sind unterschiedlich im Volumen verteilt. Ein geladenes Teilchen erzeugt entlang seiner Bahn eine Ionisationsspur. Ein Photon kann hingegen durch den Photoeffekt die gesamte seiner Energie entsprechende Ladung praktisch an einem Punkt freisetzen, indem es sie an ein Sekundärelektron abgibt. In Konkurrenz zum Photoeffekt tritt bei höherer Photonenenergie der Compton-Effekt auf, bei dem nur ein Teil der Energie auf das Elektron übergeht und im Detektor deponiert wird.

## Anwendung
Halbleiterdetektoren werden wegen ihres hohen Energieauflösungsvermögens und – bei entsprechender Strukturierung – ihrer Ortssensitivität (positionsempfindliche Detektoren) verwendet.
Eingesetzt werden sie z. B. in der Röntgenfluoreszenzanalyse, Gammaspektroskopie, Alphaspektroskopie und Teilchenphysik.
Ein Beispiel für letzteres ist der Semiconductor Tracker (SCT) des Detektors ATLAS.

### Elektromagnetische Strahlung
Bei der Absorption von hochenergetischer Ultraviolettstrahlung (Vakuum-UV, Extrem-UV) sowie Röntgen- und Gammastrahlung wird zunächst ein primäres Elektron vom Valenz- in das Leitungsband gehoben. Seine kinetische Energie ist sehr hoch, weshalb in Folge zahlreiche sekundäre Elektronen und Phononen entstehen. Die Erzeugung von Sekundärteilchen ist ein statistischer Prozess.
Bei gleicher Anfangsenergie entsteht deshalb nicht stets die gleiche Zahl von Ladungsträgern. Die Reichweite der Sekundärteilchen ist relativ kurz. Verglichen mit den Ionisationsprozessen, die durch geladene Teilchen hervorgerufen werden, werden die Ladungsträger in einem sehr kleinen Raumbereich erzeugt.
Um eine hohe Nachweiswahrscheinlichkeit zu erreichen, werden für Gammastrahlung Halbleiter mit hoher Ordnungszahl wie Germanium, Galliumarsenid oder Cadmiumtellurid verwendet. Außerdem ist eine relativ große Dicke des Einkristalls nötig. Halbleiterdetektoren aus Germanium, wie der abgebildete HP-Ge-Detektor, müssen auf die Temperatur von Flüssigstickstoff (77 K bzw. −196,15 °C) gekühlt werden, weil sie bei Raumtemperatur einen sehr hohen Leckstrom haben, der bei der notwendigen Betriebsspannung zur Zerstörung des Detektors führen würde. Die früher verwendeten Lithium-gedrifteten Germaniumdetektoren (übliche Bezeichnung: Ge(Li)-Detektor) sowie die heute noch üblichen Lithium-gedrifteten Siliziumdetektoren (Si(Li)-Detektor) müssen sogar ständig gekühlt werden, weil eine Lagerung bei Raumtemperatur sie durch Lithium-Diffusion zerstören würde. Eine Kühlung verringert auch das Eigenrauschen.
Siehe auch Röntgen-Bildsensor.

### Alphastrahlung
Die Eindringtiefe von Alphateilchen ist mit ca. 25 µm relativ gering, da ihre Ionisationsfähigkeit sehr hoch ist. Nach der Bethe-Bloch-Gleichung hängt der Ionisationsverlust geladener Teilchen von Z²/v² ab, nimmt also bei höherer Kernladungszahl {\displaystyle Z} und kleinerer Geschwindigkeit {\displaystyle v} zu. Die Dichte der Elektron-Loch-Paare nimmt deshalb mit der Tiefe zu, denn beim Eindringen nimmt die Geschwindigkeit des Alphateilchens ab. Sie hat ein deutliches Maximum am Endpunkt (Bragg-Kurve).

### Betastrahlung
Elektronen haben im Vergleich zu Alphateilchen eine um Größenordnungen geringere Masse und eine halb so große elektrische Ladung. Ihre Ionisationsfähigkeit ist also sehr viel geringer. Relativistische (hochenergetische) Betastrahlung dringt deshalb deutlich tiefer in den Detektor ein oder durchdringt ihn vollständig und erzeugt entlang ihrer Bahn eine gleichmäßige Dichte von Elektron-Loch-Paaren. Ist ihre Energie größtenteils abgegeben, so entsteht – ähnlich wie bei Alphateilchen – eine höhere Ionisierung am Endpunkt ihrer Bahn. Extrem niederenergetische Elektronen erzeugen keine Ladungsträger mehr und wechselwirken primär mit Phononen.

### Andere Teilchenarten
Geladene Teilchen mit hoher Energie (Pionen, Kaonen usw.) durchdringen den Detektor mit annähernd konstanter Geschwindigkeit und erzeugen entlang ihrer Bahn Elektron-Loch-Paare mit einer gleichmäßigen Dichte. Diese Dichte ist annähernd unabhängig von der Energie der Teilchen und proportional zum Quadrat ihrer elektrischen Ladung.
Hingegen erzeugen Protonen und (geladene) Kerne eine Ionisationsdichte, die ebenfalls proportional zum Quadrat ihrer Ladung, aber umgekehrt proportional zu ihrer Energie ist.
Neutronen oder sehr schnelle Protonen können ebenfalls in Halbleiterdetektoren Signale erzeugen, indem sie z. B. einen Atomkern anstoßen, wodurch wiederum Elektron-Loch-Paare erzeugt werden. Allerdings ist die Wahrscheinlichkeit dafür gering. Aus diesem Grund sind Halbleiterdetektoren zum Nachweis dieser Teilchen weniger geeignet.